# 아즈치역
아즈치역(일본어: 安土駅, あづちえき 아즈치에키[*])은 일본 시가현 오미하치만시에 위치한 서일본 여객철도의 역이다.

## 역 구조

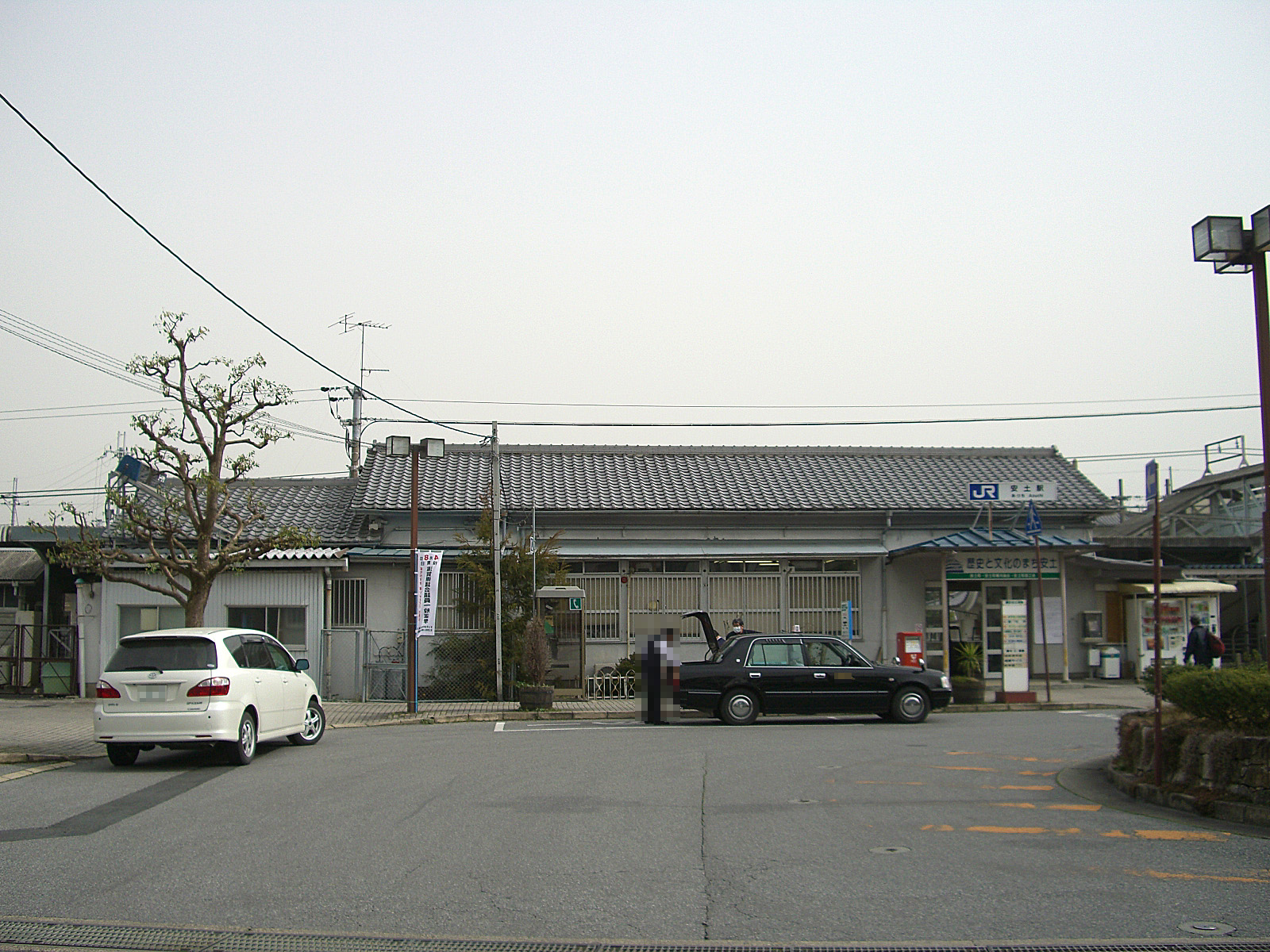
역사 정면

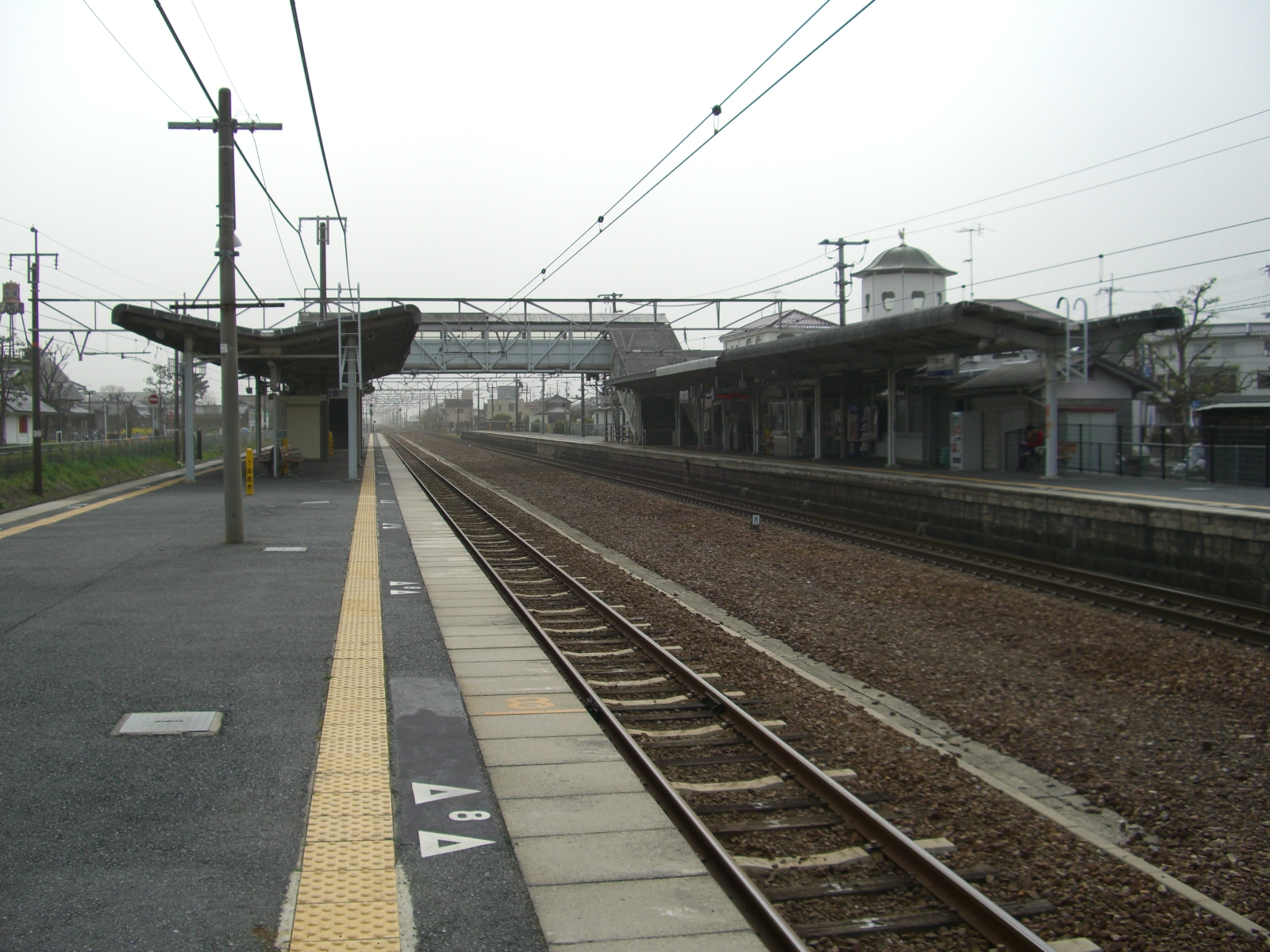
승강장

단식·섬식이 섞인 복합형 승강장으로 2면 3선의 지상역이다. 역사는 단식 형태인 1번 승강장 측에 있어 섬식인 2·3번 승강장과는 과선교를 통해 연결되고 있다. 1번 승강장이 상행선이며, 3번 승강장이 하행선으로 통상의 발착으로 사용되고 있다. 2번 승강장은 양방향에서 모두 사용할 수 있는 대피 및 회차선 (중선)이다. 현재 정기 시간표의 대피 열차는 없지만, 이 역에서 시발하는 열차 (야스 ~ 아즈치 간의 회송)에 사용되고 있다. (교토 방면만 해당. 마이바라 방면은 정기 열차가 설정되지 않았다.) 시간표가 혼잡해지면 이 역에서 운전이 중단되어 사고 발생시에는 이 역 동부 구간의 운행이 일시 중단되는 경우가 있다. 이전에는 저녁이나 밤에 이 역에 주박하는 열차가 운행되고 있었지만 지금은 운행하지 않는다. 어번 네트워크의 일부로 이코카의 사용이 가능하다.
| 1 | ■ 비와코 선 (상행) | 마이바라 · 나가하마 방면                     |
| 3 | ■ 비와코 선 (하행) | 구사쓰 · 교토 · 오사카 방면 (아즈치 역 시발) |
| 3 | ■ 비와코 선 (하행) | 구사쓰 · 교토 · 오사카 방면                  |

## 승차량 변동
| 회사      | 승차 인원 | 승차 인원 | 승차 인원 | 승차 인원 | 승차 인원 | 승차 인원 | 승차 인원 | 승차 인원 | 주 석 |
| 회사      | 1993년    | 1994년    | 1995년    | 1996년    | 1997년    | 1998년    | 1999년    | 2000년    | 주 석 |
| --------- | --------- | --------- | --------- | --------- | --------- | --------- | --------- | --------- | ----- |
| JR 서일본 | 2965      | 2882      | 2863      | 2801      | 2702      | 2647      | 2469      | 2445      | [ 1 ] |
| 회사      | 2001년    | 2002년    | 2003년    | 2004년    | 2005년    | 2006년    | 2007년    | 2008년    |       |
| JR 서일본 | 2381      | 2314      | 2251      | 2235      | 2254      | 2246      | 2258      | 2205      | [ 1 ] |

## 역사
- 1914년 4월 25일: 일본국유철도 도카이도 본선의 노토가와역 ~ 하치만 역 간에 여객·화물 공용 취급 역으로서 신설되었다.
- 1972년 3월 15일: 화물 취급이 폐지되었다.
- 1987년 4월 1일: 소속이 서일본 여객철도로 변경되었다.
- 2003년 11월 1일: 이코카의 사용이 개시되었다.

## 인접정차역
| 서일본 여객철도 도카이도 본선 | 서일본 여객철도 도카이도 본선 | 서일본 여객철도 도카이도 본선 |
| ----------------------------- | ----------------------------- | ----------------------------- |
| 노토가와 마이바라 방면        | ■ 비와코 선 보통              | 오미하치만 히메지 방면        |